# José Ángel Alonso
José Ángel Alonso Martín (Salamanca, España, 2 de marzo de 1989) es un futbolista español. Su demarcación es la de defensa y su último equipo fue el Lee Man FC de la Liga Premier de Hong Kong.

## Trayectoria
Se formó en las categorías inferiores de la extinta U. D. Salamanca. Jugó en su equipo filial desde la temporada 2007/08. Realizó la pretemporada con el primer equipo en la temporada 2009/10, pero durante esa temporada jugó en el equipo filial, con el que descendió a la Regional de aficionados. Posteriormente, tuvo ficha con la primera plantilla. Al desaparecer la U. D. Salamanca fichó por el Elche C. F. Ilicitano para la temporada 2013/14. De cara a la temporada 2014/15 es ascendido al primer equipo del Elche, debido a la escasez de efectivos en su posición. El 26 de diciembre de 2019 ficha por Unionistas de Salamanca C.F..

## Clubes
| Club                          | País      | Año       |
| ----------------------------- | --------- | --------- |
| U. D. Salamanca "B"           | España    | 2007-2010 |
| U. D. Salamanca               | España    | 2010-2013 |
| Elche Ilicitano C. F.         | España    | 2013-2014 |
| Elche C. F.                   | España    | 2014-2017 |
| Real Club Deportivo Mallorca  | España    | 2017-2018 |
| Eastern Sports Club           | Hong Kong | 2018      |
| Unionistas de Salamanca C. F. | España    | 2020      |
| Lee Man FC                    | Hong Kong | 2020-2024 |

- Datos: Q5946534
- Multimedia: José Ángel Alonso / Q5946534